# Harghita (županija)
Harghita (mađarski: Hargita) je županija (judeţ) u Transilvaniji u Rumunjskoj. Njeno administrativno središte je grad Miercurea-Ciuc.

## Susjedne županije
- Mureş (prema zapadu)
- Suceava (prema sjeveru)
- Neamţ i Bacău (prema istoku)
- Braşov i Covasna (prema jugu)

## Demografija
U 2002. županija Harghita imala je 326.222 stanovnika. Gustoća naseljenosti bila je 52/km².
Po etničkoj pripadnosti:
- Mađari- 84,6% (276.038 žitelja)[1]
- Rumunji - 14.1% (45.870 žitelja)
- Romi - 1.2% (3.835 žitelja)

Županija Harghita ima najveći postotak Mađara među županijama Rumunjske. Mađari u ovoj županiji pripadaju velikim dijelom regionalnoj zajednici Sikula. U većini naselja oni čine većinu stanovništva.
Sikuli su većinom rimokatolici, Rumunji pravoslavci, dok ostale mađarske skupine pripadaju reformiranoj (kalvinističkoj) i unitarističkoj crkvi.
Po vjerskoj pripadnosti, stanovnici županije dijele se na sljedeće grupe:
- rimokatolici (65%)
- pravoslavci (13%)
- reformirani (13%)
- unitaristi (7%)
- ostali (2%)

| Godina | Broj stanovnika županije |
| ------ | ------------------------ |
| 1948   | 258,495                  |
| 1956   | 273,964                  |
| 1966   | 282,392                  |
| 1977   | 326,310                  |
| 1992   | 348,335                  |
| 2002   | 326,222                  |

- Etnički zemljovid županije Harghita u Rumunjskoj, popis iz 1992. godine.
- Etnički zemljovid županije Harghita u Rumunjskoj, popis iz 2002. godine.

## Zemljopis
Cjelokupna površina županije Harghita iznosi 6,639 km².
Na najvećem dijelu teritorija županije nalaze se planine koje pripadaju Istočnim Karpatima. Među njima su i planine Ciuc i Harghita. Vulkanski platoi su također karakteristični za reljef ove županije. Stanovništvo velikim dijelom živi u dolinama rijeka.
Planine su vulkanskog porijekla pa je ovo područje poznato i po vrućim mineralnim izvorima. Županija Harghita je jedna od najhladnijih regija Rumunjske, iako ljeta znaju biti i vrlo tople.
U županiji Harghita izviru dvije vrlo važne rijeke, Moriš (rum. Mureş) i Olt. Izvori dviju rijeka udaljeni su jedan od drugog svega nekoliko kilometara, a dok Moriš teče prema zapadu do Tise, Olt teče prema jugu kako bi se ulijevao u Dunav. Rijeke Târnava Mare i Trnâva Mică također izviru u ovoj županiji.
Među prirodnim znamenitostima županije Harghita ističu se vulkansko jezero Svete Ane (kod grada Băile Tuşnad), jezero Lacu Roşu (kod grada Gheorgheni) i klanac Cheile Bicazului. Županija je poznata i po svojim toplicama.

## Gospodarstvo
Glavne industrijske grane županije su:
- drvna industrija
- prehrambena industrija
- tekstilna industrija i prerada kože
- proizvodnja mehaničkih dijelova

## Turizam
Glavne turističke destinacije u županiji Harghita su:
- Gradovi Miercurea-Ciuc, Odorheiu Secuiesc, Gheorgheni i Topliţa
- Planinska ljetovališta:
  - Băile Tuşnad
  - Borsec
  - Lacu Roşu
  - Izvorul Mureşului
  - Harghita Băi

## Administrativna podjela
Županija Harghita dijeli se na 4 municipija (municipiu), 5 gradova (oraş) i 58 općine (comuna).

### Municipiji
- Miercurea-Ciuc (Csíkszereda) – županijsko središte; broj stanovnika: 42.029
- Gheorgheni (Gyergyószentmiklós)
- Odorheiu Secuiesc (Székelyudvarhely)
- Topliţa (Maroshévíz)

### Gradovi
- Băile Tuşnad (Tusnádfürdő)
- Bălan (Balánbánya)
- Borsec (Borszék)
- Cristuru Secuiesc (Székelykeresztúr)
- Vlăhiţa (Szentegyháza)

### Općine
| - Atid (Etéd) - Avrămeşti (Szentábrahám) - Bilbor (Bélbor) - Brădeşti (Fenyéd) - Căpâlniţa (Kápolnásfalu) - Cârţa (Csíkkarcfalva) - Ciceu (Csíkcsicsó) - Ciucsângeorgiu (Csíkszentgyörgy) - Ciumani (Gyergyócsomafalva) - Corbu (Gyergyóholló) - Corund (Korond) - Cozmeni (Csíkkozmás) - Dăneşti (Csíkdánfalva) - Dârjiu (Székelyderzs) - Dealu (Oroszhegy) | - Ditrău (Ditró) - Feliceni (Felsőboldogfalva) - Frumoasa (Szépvíz) - Gălăutaş (Galócás) - Joseni (Gyergyóalfalu) - Lăzarea (Gyergyószárhegy) - Leliceni (Csíkszentlélek) - Lueta (Lövéte) - Lunca de Jos (Gyimesközéplok) - Lunca de Sus (Gyimesfelsőlok) - Lupeni (Farkaslaka) - Mădăraş (Csíkmadaras) - Mărtiniş (Homoródszentmárton) - Mereşti (Homoródalmás) - Mihăileni (Csíkszentmihály) | - Mugeni (Bögöz) - Ocland (Oklánd) - Păuleni-Ciuc (Csíkpálfalva) - Plăieşii de Jos (Kászonaltíz) - Porumbenii (Galambfalva) - Praid (Parajd) - Racu (Csíkrákos) - Remetea (Gyergyóremete) - Săcel (Székelyandrásfalva) - Sâncrăieni (Csíkszentkirály) - Sândominic (Csíkszentdomokos) - Sânmartin (Csíkszentmárton) - Sânsimion (Csíkszentsimon) - Sântimbru (Csíkszentimre) - Sărmaş (Salamás) | - Satu Mare (Máréfalva) - Secuieni (Újszékely) - Siculeni (Madéfalva) - Şimoneşti (Siménfalva) - Subcetate (Gyergyóvárhegy) - Suseni (Gyergyóújfalu) - Tomeşti (Csíkszenttamás) - Tulgheş (Gyergyótölgyes) - Tuşnad (Tusnád) - Ulieş (Kányád) - Vărşag (Székelyvarság) - Voşlăbeni (Vasláb) - Zetea (Zetelaka) |

(Mađarski nazivi su u zagradama).